# ياكوب تانر (مصارع رياضي)
ياكوب تانر هو مصارع رياضي سويسري، ولد في 18 ديسمبر 1946.

## وصلات خارجية
- جاكوب تانر على موقع قاعدة بيانات المصارعة الدولية (الإنجليزية)
- جاكوب تانر على موقع أوليمبيديا (الإنجليزية)